# Chartreuse de Rodez
La chartreuse Notre-Dame d’Aveyron ou chartreuse de Rodez est un ancien monastère de Chartreux situé à Rodez.

## Histoire
Cette chartreuse est fondée en 1511, sous les murs de Rodez, par  Hélion Jouffroy (†1529), chanoine de la cathédrale de Rodez, qui a hérité des biens de son oncle, le cardinal Jouffroy, évêque d’Albi. En 1512, Louis XII accorde l'autorisation de bâtir le monastère. La ville de Rodez fait d'abord un peu d'opposition et le  chapitre de la cathédrale s'oppose également à l'établissement de la chartreuse en cet endroit. Un long procès s'engage et ralentit les constructions qui sont néanmoins commencées, l'évêque de Rodez, François d'Estaing ayant donné son consentement. La fondation est confirmée par le parlement de Toulouse. Les religieux occupent d'abord la borie d'Albespeyres, aujourd'hui La Boriette, qui leur a aussi été donnée par Hélion Jouffroy.  En 1514 ont construit la petite chapelle Notre-Dame-de-Pitié, chemin de la Boriette, et quatre cellules pour les religieux. En 1515, on commence à construire l'église. La chartreuse n'a pas de communauté régulière avant 1524. Les bâtiments du monastère sont loin d'être terminés quand une communauté, installée dans des édifices préexistants, s'installe, en 1524, dans les nouveaux bâtiments, mais les travaux progressent avec une extrême lenteur. 
En 1520, les prieurés de Salmiech et de Trémouilles sont unis à la chartreuse. Le patrimoine foncier est constitué de domaines à Rodez et d'anciens droits dans les environs de Pont-de-Salars, et du domaine de Caumels (44° 18′ 13″ N, 2° 40′ 09″ E), près du village d'Inières sur la commune de Sainte-Radegonde.
L’église est consacrée en 1529 par François d'Estaing. 
Durant les guerres de religion qui ensanglantent le pays pendant la moitié du XVIe siècle, elle est pillée plusieurs fois, mais les moines ont probablement toujours le temps de se retirer en ville.
L'église n'est voûtée qu'en 1622. 
En 1733, on commence la construction de la tour ronde du côté du Bois de Bourran. En 1734, on commence la construction des murailles du  grand enclos. Au XVIIIe siècle, les bâtiments de la cour d’entrée sont rebâtis. L'église est réparée en 1790. 
Le 13 février 1790, l'Assemblée constituante prononce l'abolition des vœux monastiques et la suppression des congrégations religieuses. Le procureur de la maison, prévoyant le sort réservé aux couvents, s'empresse de vendre certains domaines du monastère et rassemble le numéraire afin de le soustraire à la confiscation. Mais, à la suite d'une dénonciation par l'un des moines, la municipalité accompagnée d'un détachement de la garde fait une descente à la chartreuse, et l'argent et le domaine sont perdus. La communauté, huit profès et trois convers, doit se disperser en juillet 1791. Le couvent est vendu comme bien national, le 26 ventôse an 6 (16 mars 1798) pour la somme de  1 540 000 francs. En 1796, Le directoire du district de Rodez loge dans la chartreuse le 1er régiment de hussards
Les bâtiments sont affectés entre 1809 et 2017 à un haras national. Un projet de tiers-lieu, lieu de travail, de vie et d'échange,  a été présenté le 19 décembre 2019.

## Moines notables

### Recteurs
- 1513-1524: Jehan de Mézengan, prieur de la chartreuse de Villefranche-de-Rouergue, recteur, surveille les travaux[2].

- 1524-1526 : Aymeric d'Abelly (†1526), profès de la chartreuse de Cahors, élu prieur en 1516, déposé en 1523. En 1524, le chapitre général l'institue recteur de la chartreuse de Rodez[6].

### Prieurs
- Jean Sarde (†1563) : docteur en théologie, chanoine de Bourges, visiteur de la province d'Aquitaine, prieur de Port-Sainte-Marie, de Glandier, de Vauclaire, premier prieur de Rodez[7].

- Pierre Destanno de l'Estang ou Pierre de Lestang (†1572), profès de la Chartreuse de Glandier, prieur de Villefranche, de Glandier (1556-1557) et de Cahors, visiteur en chef des maisons d'Allemagne, prieur de Florence, co-visiteur de la province de Lombardie, prieur de Rodez, et ensuite, de Sainte-Croix[8].

- 1582-1588 et 1598-1603 : Antoine Isarn, né a Toulouse, fait profession dans l'Ordre de Cîteaux, profès de Cahors, prieur de Villefranche (1581-1582), puis de Rodez (1582-1588), de Toulouse (1588-1598), reprend le gouvernement de la chartreuse de Rodez, en 1598 jusqu'en 1603[9].

- 1617 : Antoine Tixier (†1655), né à Felletin, profès de Toulouse, procureur à Rodez et à Toulouse, prieur de Rodez en 1617, puis de Cahors en 1627. En 1642, prieur à Bordeaux, à Cahors dès l’année suivante, transféré à Toulouse en 1645.

- Amable Chatard (†1657), profès de la chartreuse de Toulouse, puis procureur, ensuite prieur de Villefranche-de-Rouergue, puis de Rodez, procureur à Castres.

- Jean-Baptiste Pouzollet (†1682), régent au collège de l'Esquile à Toulouse, procureur de la chartreuse du Puy, prieur de Rodez[10].

- 1699 : Martin[11].
- 1790 : Gabriel Géraud, dernier prieur[1].

## Iconographie
- Plan fait le 27e avril 1514 de la veue et figure de l’enceinte et circuit du lieu destiné pour le batiment de la chartreuse de Rodez, exécuté en vue de la construction de la chartreuse de Rodez. Le plan représente les parcelles devant être achetées, avec légendes en vue d’évaluer l’emprise de la construction, les murailles, la cathédrale en construction et l’ancien palais épiscopal. Deux dessins similaires à celui qui est conservé à la Société des lettres, sciences et arts de l’Aveyron se trouvent aux Archives départementales de l'Aveyron, H(018) 0001 bis, [voir en ligne] et 3 G 240. Transcription des légendes en 3 E 565 et 3 E 668 (XIXe siècle)[12].

- Plan des travaux d’aménagement en 1748. [Arch. dép. Aveyron, 1148 W 247 et AA 212-35][2].

- Lithographie d'Eugène Loup, éditée par la Société des lettres, sciences et arts de l’Aveyron, Rodez, 1877

- La Chartreuse de Rodez (Aveyron), Huile sur toile, 2x1,5 m. [XVIIe siècle], musée de la Correrie de la Grande Chartreuse (Notice no PM38000891, sur la plateforme ouverte du patrimoine, base Palissy, ministère français de la Culture)[1].